# 鹿寮坑石爺石娘廟
24°44′43″N 121°08′18″E / 24.745251°N 121.138406°E
鹿寮坑石爺石娘廟，是位於臺灣新竹縣芎林鄉華龍村鹿寮坑的石爺、石娘廟，供奉被當地視為夫妻的兩顆大石。

## 沿革
昔日華龍村六鄰的鹿寮溪邊有兩顆一大一小的石頭，而四周又佈滿許小石頭，狀似相依相偎，情景宛如和樂的一家人，因此被村民作為信仰中的石爺、石母。因兩顆大石處於溪流中，無鋼筋水泥砌成廟身，只用一片遮雨篷及擺設香爐。2001年納莉颱風，溪水空前暴漲，石母被沖至一百多公尺的下游處。村民們只好在該年9月24日向時任新竹縣長的林光華陳請，讓這兩石再度團聚。林光華在鄉代會副主席彭友明等人的陪同下，勘查災情後與諾當地居民，將於以人為主的救災行動告一段落後，隨即展開這項行動。

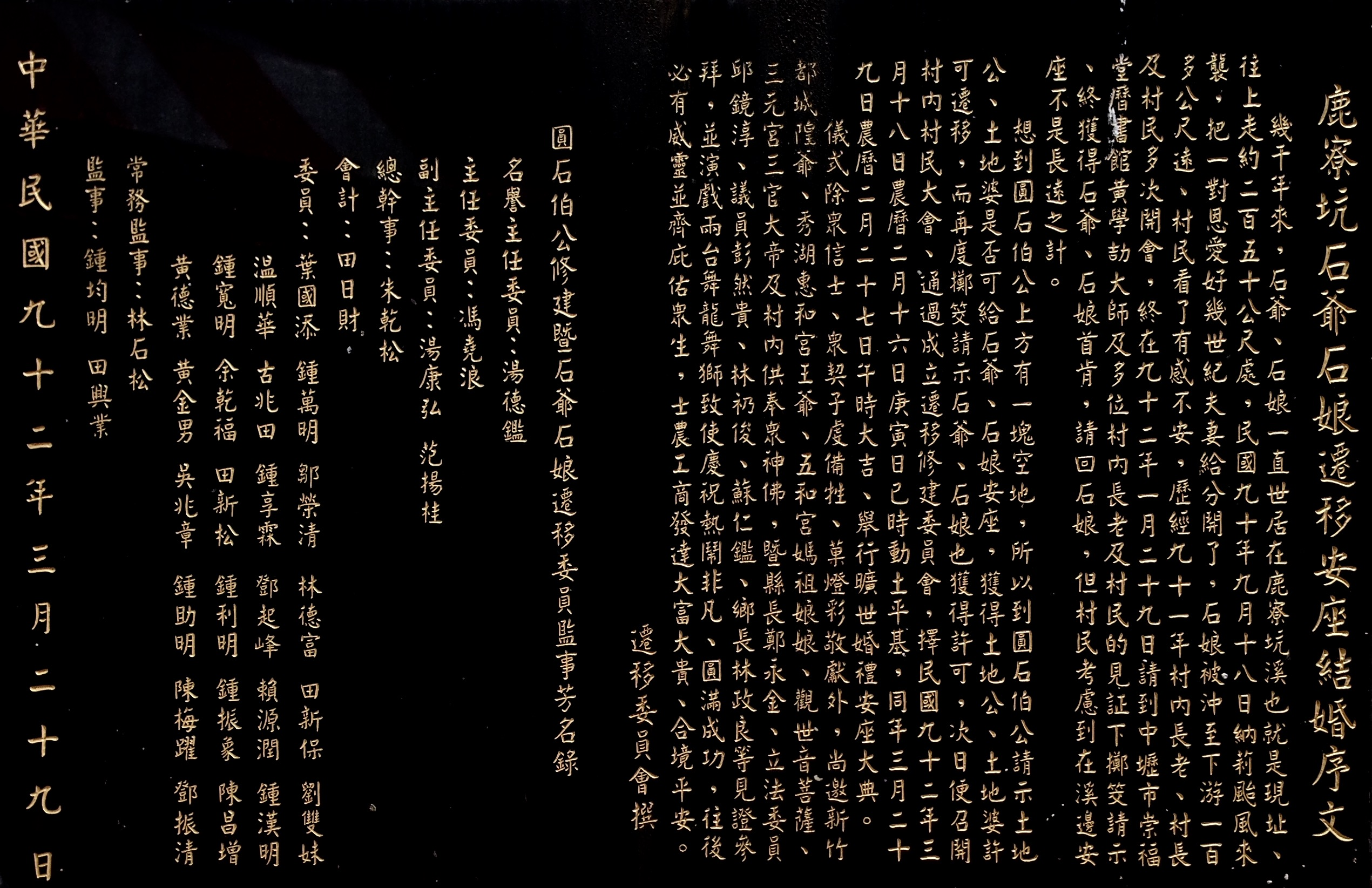
鹿寮坑石爺石娘遷移安座序文

2003年初，華龍村民擲筊，為石爺、石母安排成親，移居土地公旁。當年3月29日6點許，民眾將重八點四公噸的石爺、四公噸的石娘吊上岸，分乘以花朵裝飾的大花轎遶境。村民敲鑼打鼓，出動媽祖、城隍爺出巡證婚，也安排牛車、花鼓、龍隊、獅隊、八音與花童陣助興，讓近十五噸的石爺與石娘在數百歲的老茄苳樹前合影，再安座在村內土地公廟邊。

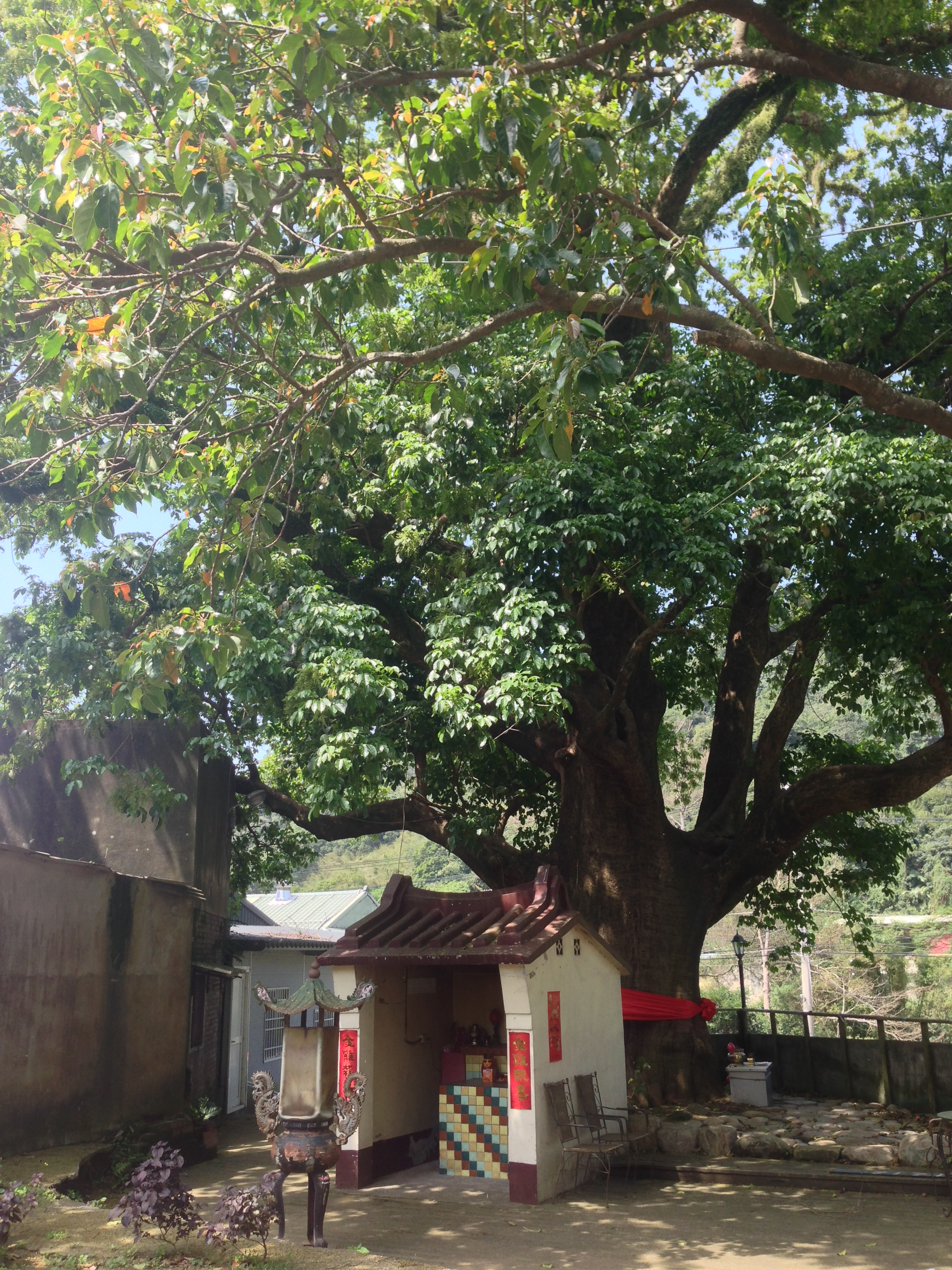
華龍村的老茄苳樹，高約二十公尺，居民在樹下供奉石板伯公。

重新安座後，當地人將每年的3月28日訂為當地的客家情人節。安座該年獲贈數個匾額，有時任中華民國總統的陳水扁的「天長地久」、新竹縣長鄭永金的「恩愛萬世」、芎林鄉長林政良的「福裕德澤」等。

## 信仰
鹿寮坑相傳石爺在夜間會發光，於雨夜出遊，至清晨又回到溪中依偎在石娘旁。風水傳說是石爺石娘立地處，為稱為「蜈公吐珠」的風水地，將有民變領袖出現，因此傳言清朝、日治時代都有人刻意破壞。
華龍村耆老說，長久以來石爺與石娘為村內的信仰中心，居民在溪畔設案定期祭拜；許多人小時候都會認石爺與石娘為義父母，求枚銅錢掛於身邊以祈求平安。文史工作者黃文淵表示，竹東到關西一帶的小孩出生後會到鹿寮坑認石爺與石娘當義父母。
安厝好後，該時因為樂透與四星彩興盛，不少人常到現場明牌，村裡乩童就講為了維護善良風俗，石爺石娘不會報明牌。2003年中國國民黨新竹縣黨部主任委員李正文代表黨主席連戰贈匾時，接受人之一的鄧姓老人會長忽然起乩預言連戰將在總統大選中當選，讓李正文樂得頻頻點頭。
2014年3月29日，鹿寮坑石爺石娘安座十一周年，石爺石娘首度遶境到北埔鄉南埔村的南埔石爺廟，由華龍村長田興業將代表石爺、石娘的令旗過爐。約兩百多位居民參加，以骨董車打頭陣，出動近五十部農用貨車一路相隨，並舉行連串藝文表演，包括五龍國小禾稈龍、三角採茶戲、南埔社區鹹菜桶表演等。
新竹縣府民政處宗教禮俗科長范振鑫在十一周年說明新竹縣十三鄉鎮市幾乎都有一到兩座不等的石爺廟，但石娘廟比較少見，石爺、石娘皆有的石爺廟更稀少，鹿寮坑石爺石娘廟是全縣唯一舉辦過「婚禮」的一對。華龍村長田興業則道：「我們是很幸福的愛情故事，沒有七夕那麼可歌可泣！」